# Чемпионат мира по полумарафону 1996
Чемпионат мира по полумарафону 1996 года прошёл 29 сентября в Пальма-де-Мальорке (Испания). Дистанция полумарафона проходила по улицам города. Всего было проведено 2 забега. Определялись чемпионы в личном первенстве и в командном. Командный результат — складываются три лучших результата от страны и по сумме наименьшего времени определяются чемпионы. В соревнованиях приняли участие 209 легкоатлетов из 53 стран мира.

## Результаты

### Мужчины
| Первенство | Золото                                                                 | Серебро                                                           | Бронза                                                              |
| Личное     | Стефано Бальдини 1:01.17                                               | Джозефат Кипроно 1:01.30                                          | Тендаи Чимусаса 1:02.00                                             |
| Командное  | Италия · Стефано Бальдини · Джиакомо Леоне · Винченцо Модика · 3:07.42 | Испания · Карлос Торре · Александро Гомес · Хосе Гарсиа · 3:08.36 | Япония · Тосиюки Хаята · Масатоси Ибата · Кацухико Ханада · 3:08.43 |

### Женщины
| Первенство | Золото                                                   | Серебро                                                              | Бронза                                                                 |
| Личное     | Жэнь Сюцзюань 1:10.39                                    | Лидия Симон 1:10.57                                                  | Аурика Буя 1:11.01                                                     |
| Командное  | Румыния · Лидия Симон · Аура Буиа · Нута Олару · 3:33.05 | Франция · Кристина Малло · Захия Дахмани · Мюрель Линсолас · 3:38.44 | Италия · Лучилла Андреуччи · Аннализа Скурти · Соня Маччиони · 3:41.28 |